# 克萊爾蒙特 (北卡羅萊納州)
克萊爾蒙特（英語：Claremont）是一個位於美國北卡羅萊納州卡托巴縣的城市。

## 人口
根據2020年美國人口普查的數據，克萊爾蒙特的面積為7.38平方千米，皆為陸地。當地共有人口1692人，而人口密度為每平方千米229人。